# 新鴻基地產保險
新鴻基地產保險有限公司（简称新鴻基地產保險），新鴻基地產旗下公司，是在1973年成立，其主要業務經營一般保險業務，但長期壽險除外，承保的保險產品主要分為個人及商業保險。
當中投保新鴻基地產若干旗下物業、員工等。